# Université autonome Tomás Frías
Pour les articles homonymes, voir Tomás Frías et Frias (homonymie).
L'université autonome Tomás Frías (en espagnol : Universidad Autónoma Tomás Frías) est une université bolivienne située dans la ville du Potosí, département de Potosí, situé au sud de l'État plurinational de Bolivie.

## Historique
Officiellement créé par décret suprême du 15 octobre 1892, dans les Etats Article premier.
Districts de l'Université de Potosi et d'Oruro sont érigés.
Le 3 février 1893, le Conseil de l'Université de Potosi a été installé, sous la direction du chancelier et président, Dr. Nicanor Careaga.
Actuellement  l'Université Autonome Tomás Frías est l'une des 15 universités reconnues par CEUB (Comité Exécutif des Universités Boliviennes), la plus haute autorité de l'Université bolivienne.
Il a douze facultés avec 42 écoles.

## Campus

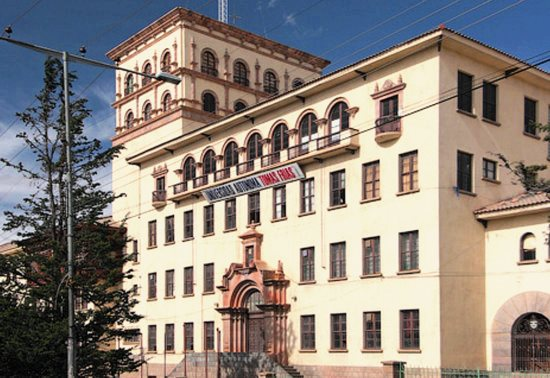
Campus de l'Université Autonome Tomás Frías

Le campus central, qui abrite le bâtiment administratif et des écoles est situé sur l'Avenida del Maestro de Potosí.
Actuellement est en cours de construction, une université citadelle qui travaillera en collaboration avec diverses facultés.
La Citadelle est un complexe moderne composé de cinq blocs équipées. 
Actuellement une usine de carbonate de lithium production "Technikum" est en opération, qui est partie de l'Université Autonome Tomás Frías et l 'École des mines de Freiberg d'Allemagne.

## Facultés
L'université est composée de douze facultés suivantes : 
- Faculté des arts
- Faculté des sciences agricoles et animales
- Faculté d'Economie, des Finances et de l'Administration
- Faculté des Sciences pures
- Faculté des Sciences Humaines et Sociales
- Faculté de droit
- Faculté de génie
- Faculté de géologie
- Faculté de génie minier
- Faculté de Technologie
- Faculté des sciences de la santé
- Faculté de médecine